# Полієлей
Полієлей (грец. Πολυέλεος) — у православному богослужінні спів на ранній 134 і 135 псалмів: «Хваліте ім'я Господнє…». Назву цей піснеспів отримав від частого повторення у вказаних псалмах слова «милість» або від того, що під час співу цих псалмів Устав вказує запалювати багато свічок і єлею.

## Звершення
На початку читання сідальних після кафизми всі священнослужителі, які повинні вийти на полієлей, збираються біля престола і стають за чином. Після сідальних диякони відчиняють царські врата, потім, перехрестившись, виходять з вівтаря царськими вратами. Попереду йде предстоятель, за ним попарно священики та диякони, якщо вони служать. Після того, як всі стануть на свої місця, паламарі роздають священнослужителям свічки. Після закінчення співу хором полієлейних псалмів (134, 135) священники співають величання свята. Поки співається величання, предстоятель кадить зі свого місця в бік святкової ікони. Духовенство співає «величання».

## Дні звершення
Полієлей звершується на святковій ранній в дні великих та середніх свят (зі знаками ,  або ). Крім цього полієлей звершується у певні дні на недільній всенічній. У сучасній практиці прийнято здійснювати полієлей щонеділі, однак відповідно до Уставу недільний полієлей повинен скасовуватися в певні періоди року.
Устав визначає час співу полієлея з 22 вересня (5 жовтня) до 20 грудня (2 січня) (від віддання Воздвиження до предсвята Різдва Христового) і з 14 (27) січня (віддання Хрещення) до Сирного тижня. В інші недільні дні замість полієлея співаються «непорочні» (118 псалом).